# ترکمن‌صحرا

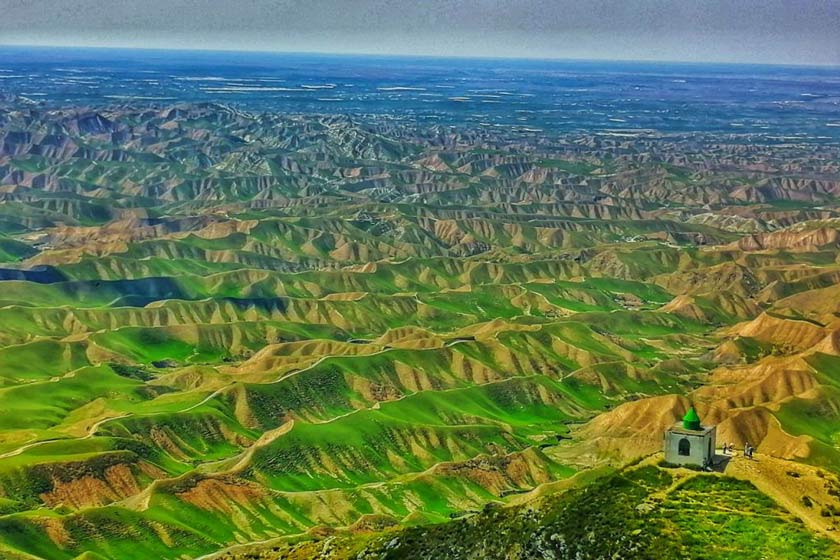
خالد نبی ترکمن صحرا

ترکمن صحرا یا دشت قوم ترکمن که پیشتر دشت گرگان نامیده می‌شد، منطقه‌ای جغرافیایی در شمال شرقی ایران است. از لحاظ موقعیت جغرافیایی این منطقه از باختر به دریای مازندران و از شمال به جمهوری ترکمنستان محدود می‌شود که با طول ۴۰۰ کیلومتر از غرب به شرق گسترده است و از مشرق به خراسان و منطقه نیمه‌خشک بجنورد و درگز و از جنوب به کوهپایه‌های جنگلی البرز شمالی محدود است. شیب زمین از جنوب به شمال و از شرق به غرب در امتداد شبکه آب‌ها و رودهایی که به دریای مازندران می‌ریزد کاهش میابد.

## زمین‌شناسی و خاک

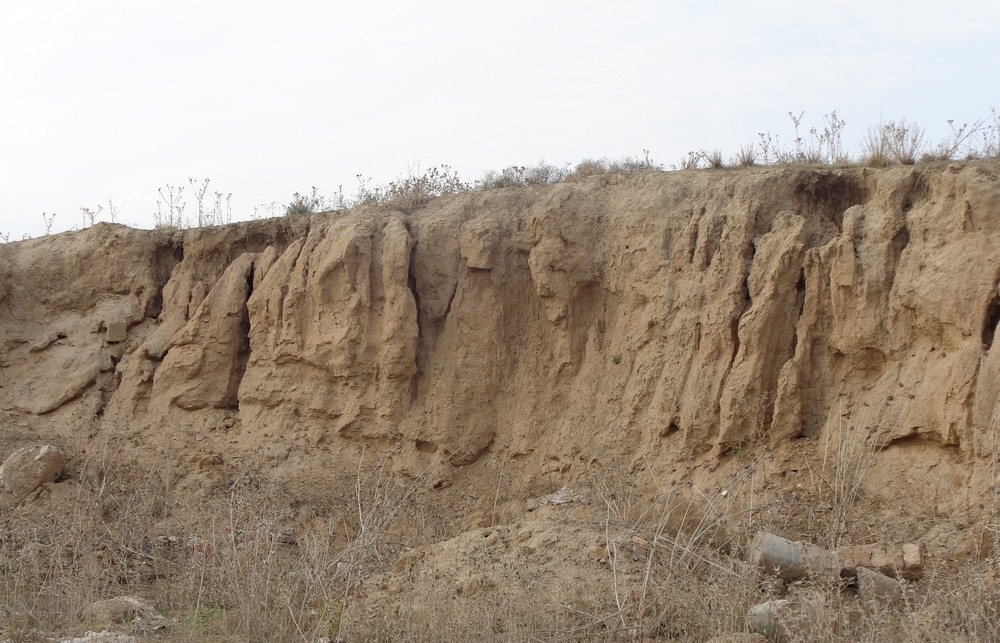
زمین‌شناسی و خاک ترکمن صحرا

این منطقه از رسوبات آبرفتی دوران چهارم زمین‌شناسی انباشته شده است که بهترین منبع ذخیره‌کننده آب زیرزمینی است. این آبرفتها دارای بافت سست و ریز بوده، درجه سختی آن‌ها بسیار کم است (رس، ماسه، مارن) و در نتیجه نه آنچنان ریز چسبنده است و نه آنچنان سخت و سنگی، بلکه برای رویش گیاه و نفوذ آب امکانات را دارد.
بغیر از چند تپه ماسه‌ای (نهشته‌های بادی از نوع لُس) ناهمواری چندانی در سطح دشت مشاهده نمی‌شود. تپه‌هایی که در سطح منطقه است به زبان محلی قره‌دفه (سیاه‌تپه)، قیزلاردفه (تپه دختران)، یاریم‌دفه (نیم‌تپه)، کوموش‌دفه (تپه‌نقره‌ای) و… نامیده می‌شوند که البته این تپه‌ها از نظر تغییرات اقلیمی و رویش گیاهی نقش تعیین‌کننده‌ای ندارند.
ارتفاع دشت که در ساحل دریا (بندرترکمن) ۲۰- متر است به سمت مشرق در حوالی گوکجه‌داغ در شمال‌شرق گنبد به ارتفاع بیش از ۵۰۰ متر افزایش می‌یابد. از سمت مشرق، منطقه ناهموار کلاله، مینودشت، گلیداغ، قره‌بلخان، مراوه‌داغ و حصارچه شروع شده و کم‌کم به تپه‌های جنگلی البرز شمالی و خراسان غربی متصل می‌شود.

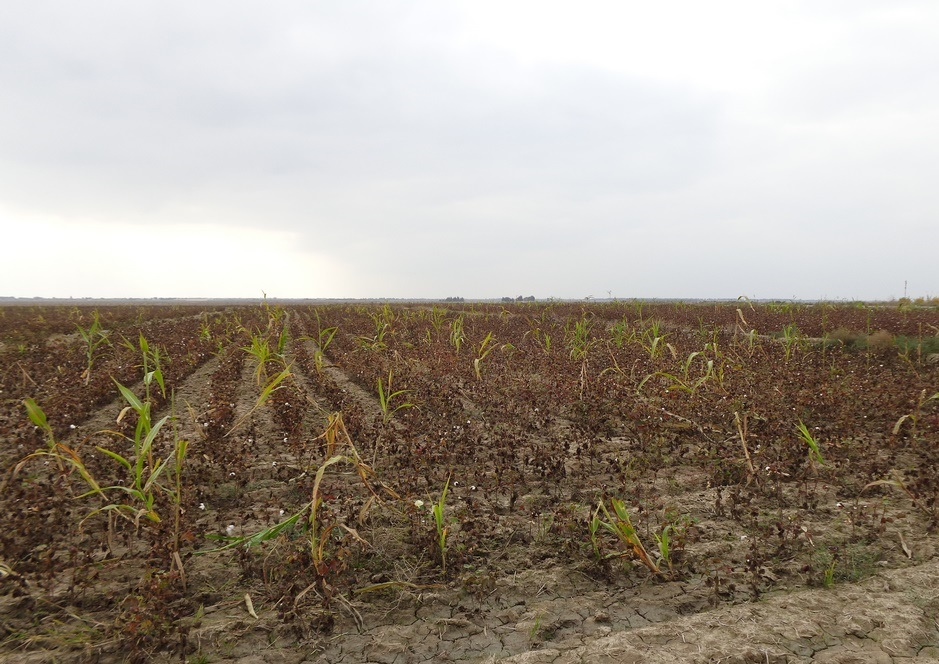
کشت پنبه در ترکمن صحرا

خاک منطقه از جنوب به شمال از نظر هوموس و میزان باروری فقیرتر می‌شود تا جایی که خاک‌های مرغوب مناطق جنوبی جای خود را به خاک‌های شور و بیابانی حوالی رود اترک و نوار مرزی در شمال استان گلستان می‌دهد.
سطح دشت پوشیده از خاک‌های قهوه‌ای رسوبی نسبتاً ریز بافت است که امکان رویش علف و بوته‌ها شامل چمن و گیاهان نیمه‌خشک را فراهم آورده است. در این نوع خاک امکان کشت غلاتی نظیر گندم و جو و گیاهانی مثل پنبه، برنج و سبزیجات کاملاً فراهم است که علاوه بر تولید مواد غذایی، مقداری مرتع مصنوعی هم برای دام‌ها فراهم می‌شود (بقایای گندم و سایر محصولات زراعی). در بخش شوره‌زارهای شمال و شمال‌غرب و در قسمت غرب دشت در حدود اترک‌رود- که شهر گنبدکاووس در آن واقع است- نوعی بیابانی وجود دارد.

## آب و هوا

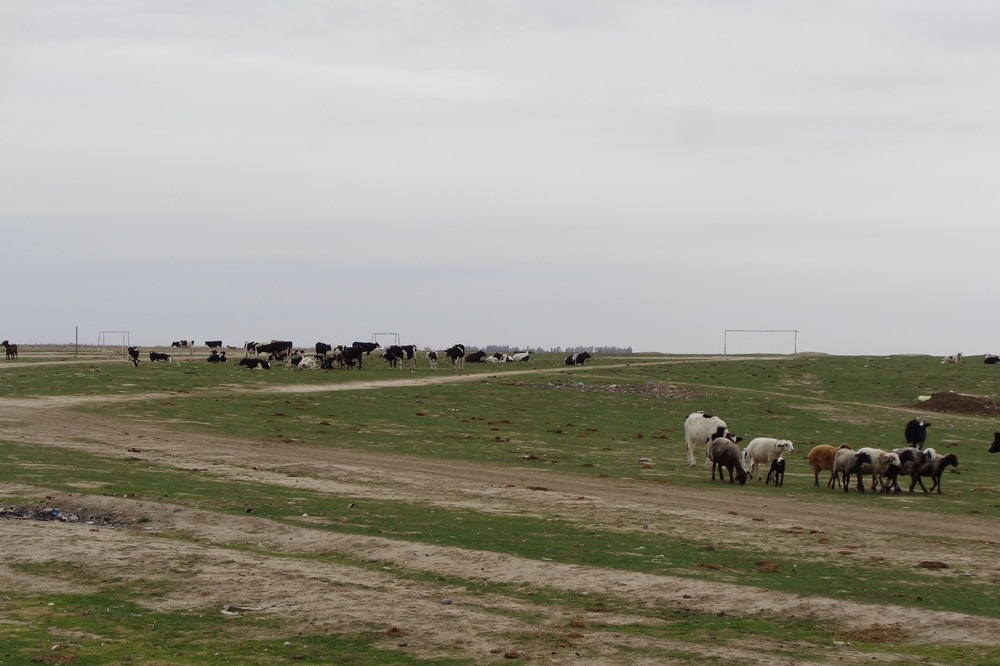
دامپروری در ترکمن صحرا

این منطقه از لحاظ آب و هوایی، پوشش گیاهی، خاک و زندگی جانوری از سایر مناطق شمال کشور (گیلان و مازندران) متمایز است و این با کاهش ریزش‌های جوی، رطوبت نسبی هوا و افزایش درجه حرارت از غرب به شرق مشخص می‌شود به طوری که برای مثال می‌توان اختلاف ریزش‌های جوی را که در بابلسر۸۶۸ میلی‌متر است و در گرگان به ۶۳۵ میلی‌متر و در حوالی گنبد به ۴۷۲ میلی‌متر کاهش می‌یابد در نظر گرفت، (سالنامه هواشناسی کشور- سال ۱۳۶۳)

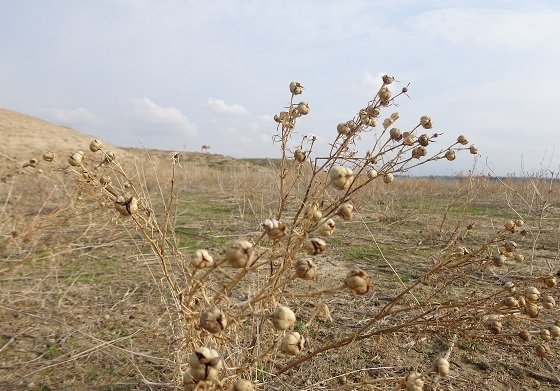
پوشش گیاهی ترکمن صحرا

این اختلافات از ترکیب آب و هوایی منطقه ناشی می‌شود و از دیدگاه هواشناسی خود بخشی جداگانه است اما پدیده‌هایی از قبیل دوری از ارتفاعات البرز، کاهش رطوبت بادهای غربی و عبور جریان‌های هوایی سرد و خشک سپری از صحرای قراقوم را که بسیار کم باران است باید مؤثر دانست. ضمن اینکه شمال این منطقه ادامه صحرای خشک و نیمه‌خشک جمهوری ترکمنستان است. ماه بهمن پربارانترین و ماه تیر خشک‌ترین ماه سال در این منطقه است. درجه حرارت نیز از مغرب به مشرق افزایش می‌یابد به طوری که در تابستان در بعضی از نقاط صحرایی دمای بیش از ۴۰ درجه سانتیگراد نیز مشاهده شده است. درجه حرارت نقاط مختلف یکسان نیست. هر چه از غرب به شرق و از جنوب به شمال برویم بر دمای محیط افزوده می‌شود. برای نمونه با توجه به یافته‌های هواشناسی دو ایستگاه گرگان و گنبدکاووس می‌بینیم که میانگین دمای سالانه گرگان ۳۵/۱۷ درجه سانتیگراد و گنبد کاووس ۶/۱۷ درجه سانتیگراد است.
با توجه به اینکه ارقام مربوط به میانگین دمای سالانه در یک نقطه نمی‌تواند گویای وضعیت کلی دما در آن منطقه باشد باید به ارقام حداکثر و حداقل مطلق (بیشینه و کمینه) دمای سالانه نیز توجه کرد. کمترین دمای سالانه ایستگاه گرگان ۶/۹- درجه سانتیگراد و در ایستگاه گنبد ۵/۱۴- درجه سانتیگراد در دیماه گزارش شده است.
بیشترین دمای سالانه نیز در ایستگاه گرگان در تیرماه ۶/۴۳ درجه سانتیگراد و در ایستگاه گنبد در تیرماه ۴۶ درجه سانتیگراد ثبت شده است.
از نظر تعداد روزهای یخبندان در سال نیز در نقاط گوناگون استان تفاوت‌هایی مشاهده می‌شود به طوری که در ایستگاه گرگان ۱/۱۳ روز و در ایستگاه گنبد ۸/۳۰ روز در طول سال یخبندان ثبت شده است. همچنین تعداد ماه‌های همراه با یخبندان در ایستگاه گرگان ۵ ماه و در ایستگاه گنبد ۶ ماه گزارش گردیده است بنابراین بارز است که بیشترین میزان تبخیر در نواحی شمالی و کمترین میزان در نواحی جنوبی صورت می‌گیرد.
سردترین ماه‌ها در منطقه دی و بهمن است با ۷/۱ و ۴/۰- درجه سانتیگراد در ایستگاه گنبد ثبت شده است و گرمترین ماه‌ها خرداد، تیر و مرداد به ترتیب با ۲/۳۱، ۱/۳۷ و ۲/۳۳ درجه سانتیگراد است.
اختلاف از نقطه‌ای به نقطه دیگر را باید بیشتر معلول عوامل محلی مانند اختلافات ارتفاع یا بادهای محلی دانست. بادهای مرطوب غربی از جمله بادهای غالب منطقه است که در طول زمستان از غرب به شرق و جنوب‌شرقی می‌وزد و اغلب باران‌زاست. از دیگر بادهای منطقه باد سرد و خشک شمال‌شرقی است که از سیبری می‌وزد و فاقد رطوبت است و در منطقه به نام محلی ترکمنی «سورتیک» (Sortik) شناخته می‌شود.
طبق آمار اختلاف درجه حرارت فصلی به وضوح در منطقه ترکمن‌صحرا مشهود است و پاییز و زمستان آن مرطوب است. از اینرو شمال این منطقه (بخش شمالی بندرترکمن، گنبدکاووس، مراوه‌تپه و آق‌قلا) جزو قلمرو آب و هوای نیمه‌بیابانی یا نیمه‌خشک قرار می‌گیرد و مناطق جنوبی این منطقه (از جمله جنوب بندرترکمن و جزیره آشوراده) جزو مناطق معتدل با آب و هوای شبه مدیترانه به حساب می‌آید و هر چه از مشرق به طرف غرب ترکمن‌صحرا برویم آب و هوا معتدل‌تر می‌شود. سفر به این منطقه در فصل بهار بسیار دل‌انگیز است.

## منابع آب

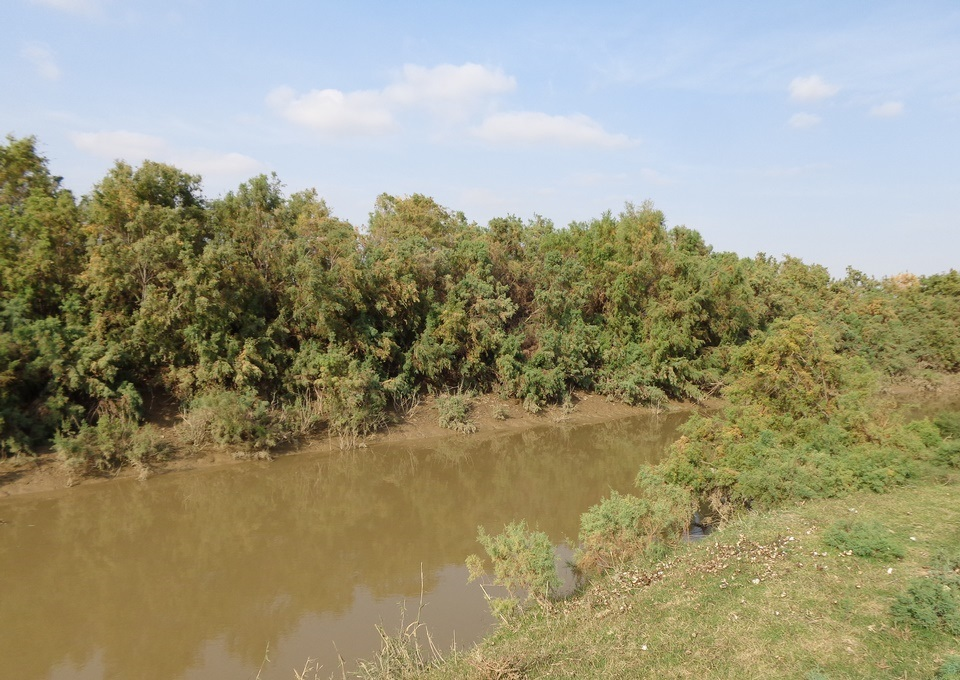
گرگان رود در ترکمن صحرا

## پوشش گیاهی

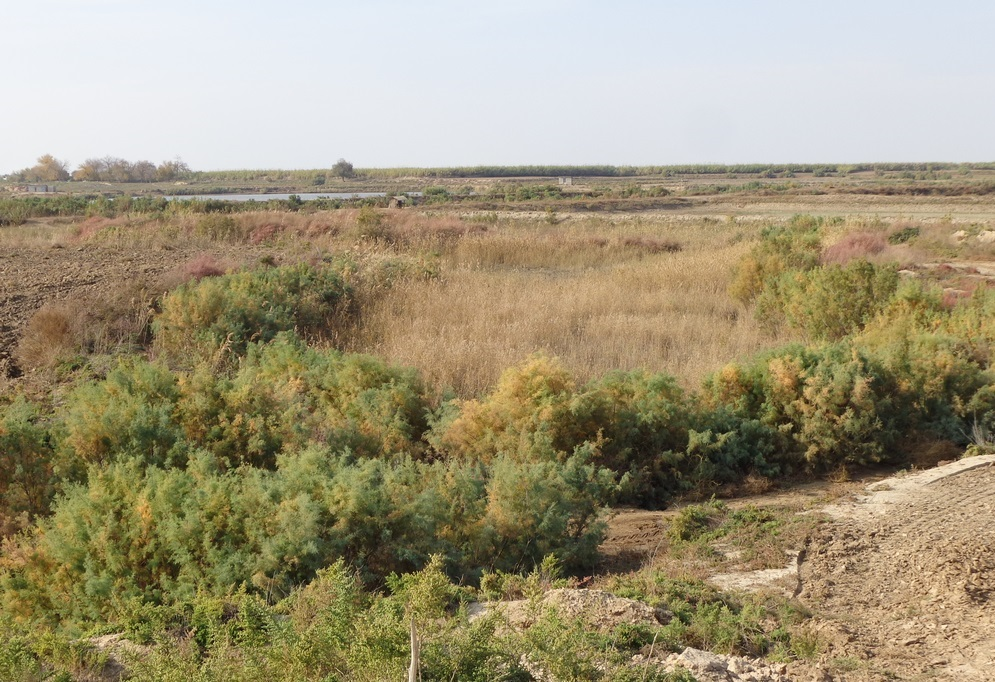
- بی بی شیروان پوشش گیاهی ترکمن صحرا

## زندگی جانوری

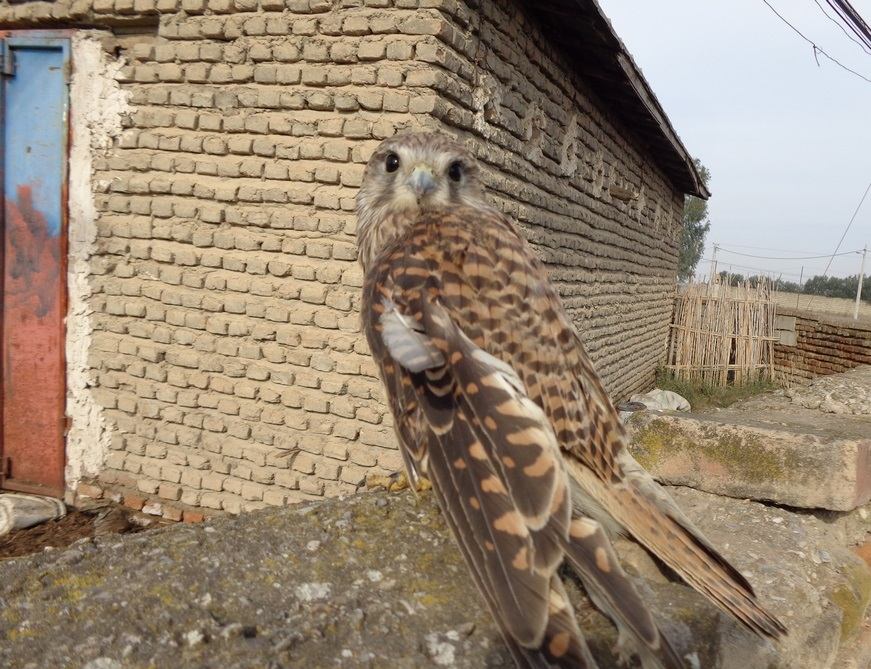
پرندگان ترکمن صحرا

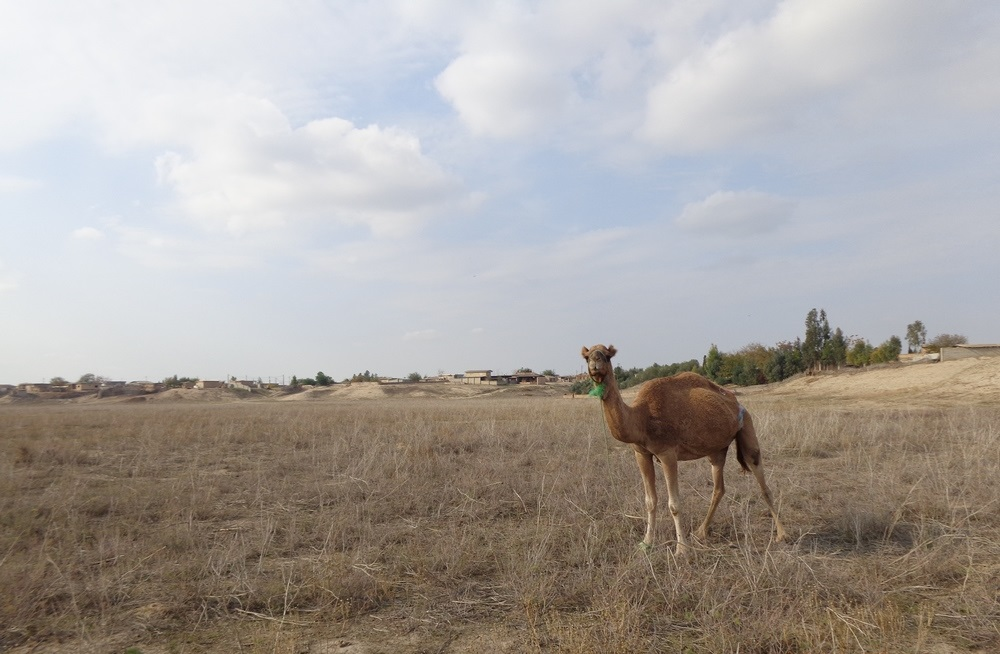
پرورش شتر در ترکمن صحرا

## شناخت تاریخی

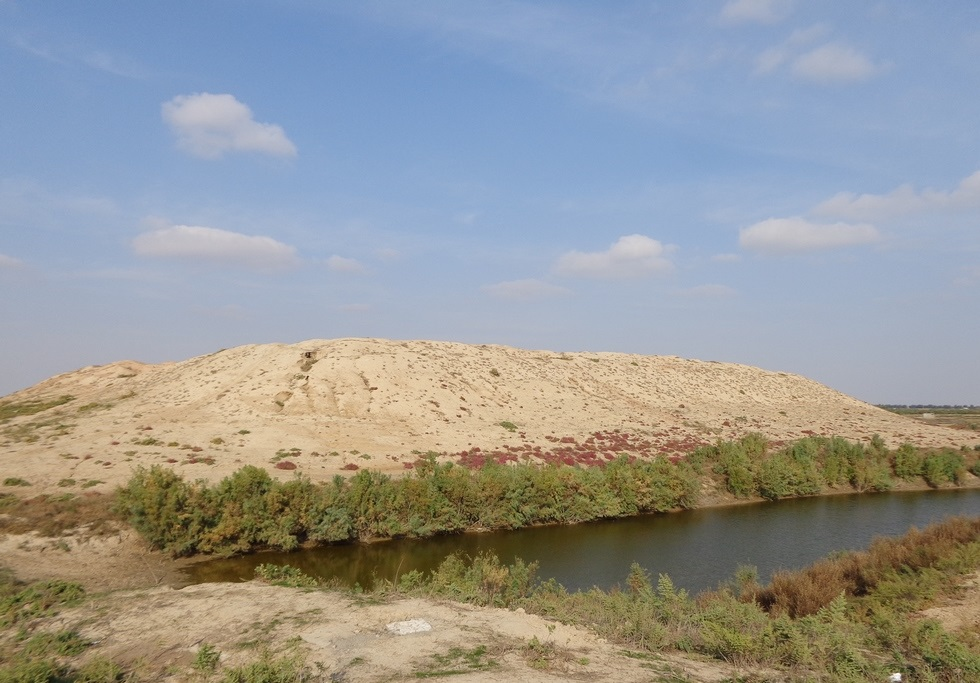
- بی بی شیروان تپه‌های باستانی انوشیروان در ترکمن صحرا

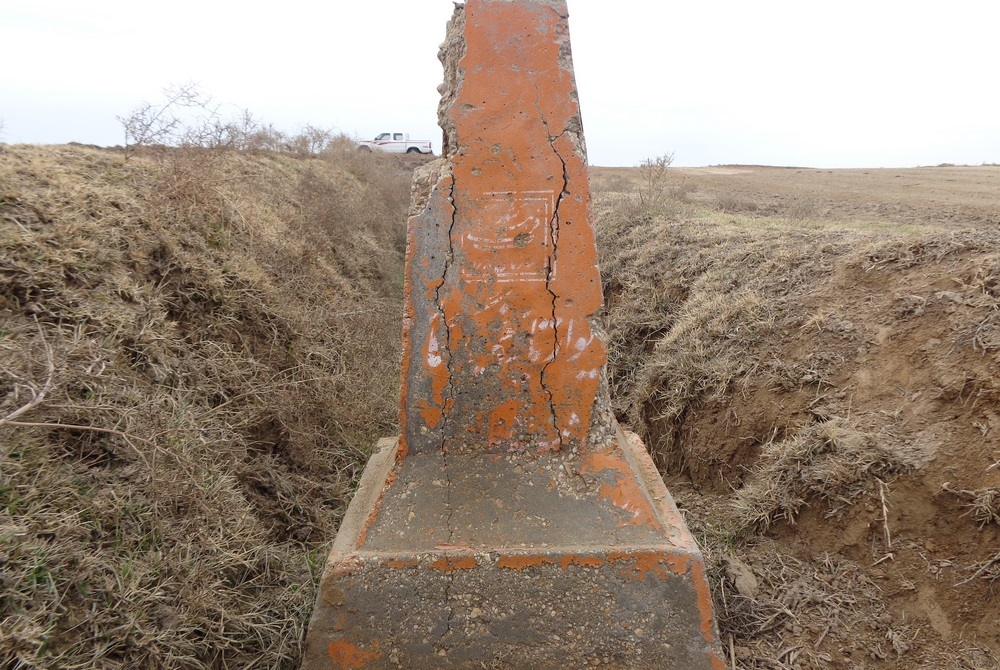
علایم بتونی دیوار تاریخی جرجان که زیر خاک مدفون شده است